# 弗雷什龐德 (加利福尼亞州)
弗雷什龐德（英語：Fresh Pond）是位於美國加利福尼亞州埃爾多拉多縣的一個非建制地區。該地的面積和人口皆未知。

## 地理
弗雷什龐德的座標為38°45′37″N 121°31′48″W / 38.76028°N 121.53000°W，而該地的平均海拔高度為1099米（即3605英尺）。